# Muriel Leferle
Pour plus de détails, voir Fiche technique et Distribution.
Muriel Leferle est un documentaire français réalisé par Raymond Depardon, sorti en 1998.

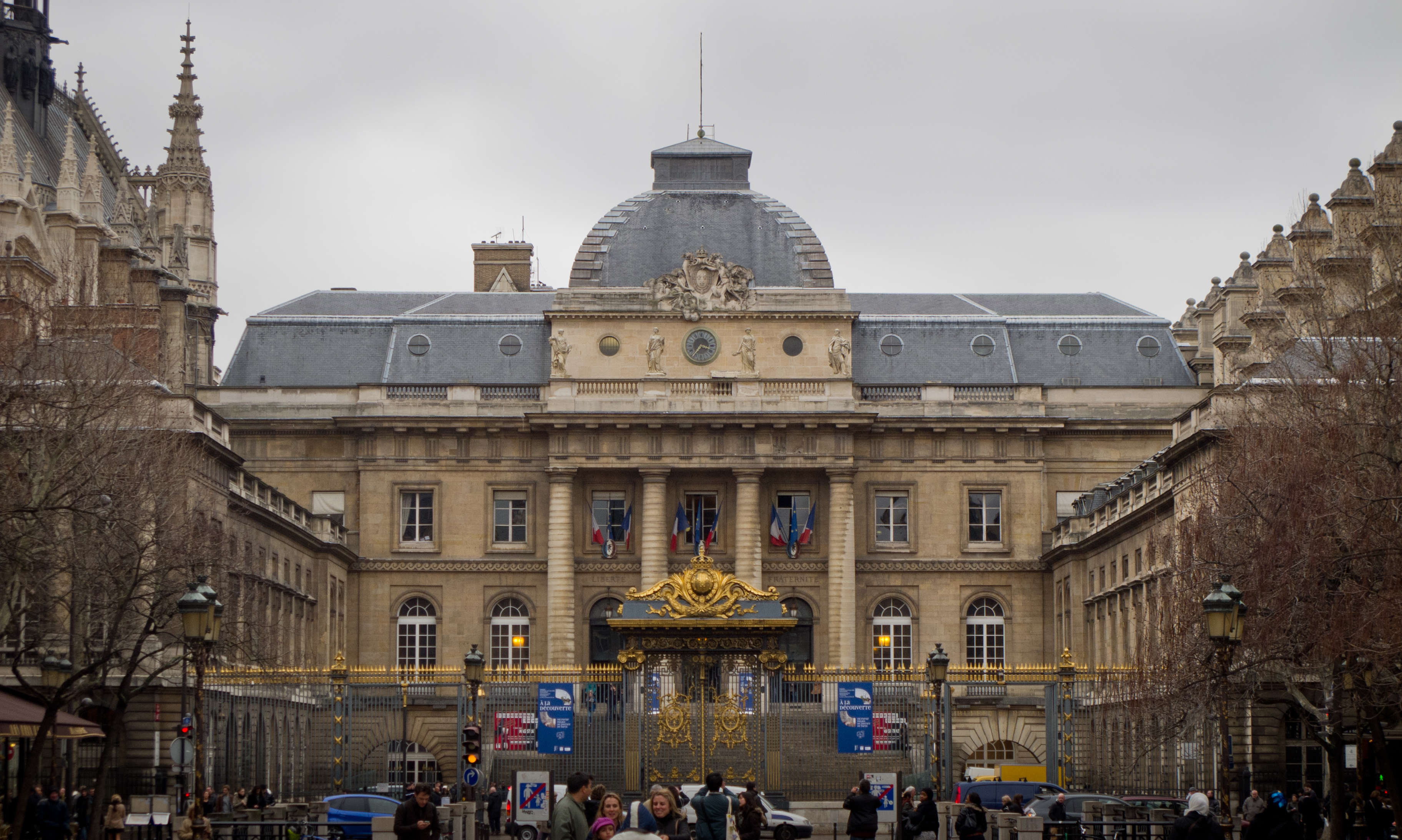
Le Palais de Justice de Paris, à l'intérieur duquel le film est tourné

## Synopsis
Muriel Leferle est prise en flagrant délit[pas clair] de vol de voiture, elle suit le parcours judiciaire d'une détenue déférée au palais de justice de Paris. Depardon filme avec un dispositif minimaliste, plan séquence fixe, frontal, quasiment aucun montage, l'interrogatoire de Leferle, soupçonnée de toxicomanie et de vol[pas clair]. 
Muriel Leferle fait partie des quatorze affaires choisies par Raymond Depardon pour son précédent documentaire Délits flagrants. Elle fait face à une psychologue mandatée par le parquet puis elle est auditionnée par le substitut du procureur et enfin elle rencontre son avocat commis d'office.

## Fiche technique
- Réalisation : Raymond Depardon
- Photographie : Raymond Depardon
- Son : Sophie Chiabaut, Claudine Nougaret
- Montage : Roger Ikhlef, Camille Cotte, Georges-Henri Mauchant
- Mixage son : Dominique Hennequin
- Production : Pascale Dauman
  - Production exécutive : Baudoin Capet
- Sociétés de production :
  - Production déléguée : Double D Copyright Films
  - Coproduction : La Sept Cinéma
- Société d'exportation/ventes internationales : Palmeraie et Désert
- Société de distribution : Gemaci (France)
- Pays d'origine :  France
- Année : 1998